# Статуя на лъв (Котел)
Статуята на лъв в Котленския проход е в памет на Битката при Девина, в която цар Ивайло разбива византийските нашественици. Намира се на 5 км югоизточно от Котел.

## Композиция
На Битката при Девина на 17 юли 1279 г. край днешен Котел е посветена композиция, състояща се от статуя на лъв с паметна плоча и скулптурната група „Каменната стража".

### Лъв
Белокаменната статуя на бдящ лъв се намира на скалата над пътя. Скулптурата символизира мощта на Втората българска държава.

### Паметна плоча на цар Ивайло
Под статуята на лъв има голяма паметна плоча с изобразен на нея цар Ивайло.
Цар Ивайло е представен като конник с обнажен меч, победоносно посичащ пратените от византийския император Михаил VIII Палеолог нашественици, командвани от зета на императора протовестиария Мурин и десет хилядната му тежко въоръжена войска в битката на това място при „Железни врата“ (17 юли 1279 г.). На плочата се намира и паметен текст за събитието.

### Каменната стража
Другата част от композицията, в памет на битката, е стояща отстреща скулптурната група „Каменната стража" – трима големи каменни воини на Ивайло пред крепостта „Девина“.